# Antiseptikum

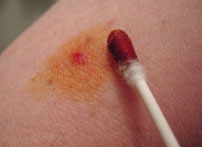
Eine Wunde wurde soeben mit einer antiseptischen Iod-Lösung behandelt.

Ein Antiseptikum ist ein chemischer Stoff, der in der Medizin eingesetzt wird, um eine Wundinfektion und in weiterer Folge eine Sepsis zu verhindern. Man unterscheidet Antiseptika grundsätzlich von Antiinfektiva einerseits (z. B. Antibiotika) durch die Fähigkeit der letzteren, mittels des Blut- und Lymphsystems auch Erreger abseits von der Verabreichungsstelle systemisch im Körperinneren zu bekämpfen, und von Desinfektionsmitteln im engeren Sinne andererseits, welche Mikroorganismen auf toten Objekten zerstören.

## Anforderungen
Zu diesem Zweck müssen verschiedenste Krankheitserreger mit ausreichender Sicherheit rasch abgetötet werden, ohne den Patienten selbst zu schädigen.
Ein Antiseptikum soll somit ein möglichst breites Wirkungsspektrum mit geringer Inaktivierbarkeit durch organische Substanzen, eine gute Gewebeverträglichkeit mit einem möglichst geringen allergisierenden Potenzial und eine möglichst geringe systemische Toxizität aufweisen. Antiseptika können bakterizid, bakteriostatisch, fungizid und fungistatisch wirken. Im Weiteren soll es sich durch eine gute Haltbarkeit und eine möglichst geringe Geruchsbelästigung auszeichnen.

## Wirkungsmechanismus
Antiseptika wirken durch Denaturierung, Herabsetzung von Oberflächenspannungen und Wechselwirkungen mit dem Erregerstoffwechsel.

## Stoffgruppen

### Alkohole
Von den Alkoholen können Ethanol, Hexanol, n-Propanol und iso-Propanol als Antiseptika eingesetzt werden.
Ethanol besitzt sein Wirkungsoptimum bei einem Wassergehalt zwischen 20 und 30 Vol.-%, der für die bakterizide Wirkung notwendig ist. Da Alkohol schnell wirkt und auch Tuberkelbazillen innerhalb einer Minute abgetötet werden, handelt es sich hier um ein ideales Mittel zur Händedesinfektion, wobei allerdings immer nur so viel der Substanz verwendet werden soll, dass die schützende Fettschicht der Haut nicht weggewaschen wird. Der große Nachteil von Alkohol auf offenen Wunden ist das Verursachen von brennenden Schmerzen.

### Quartäre Ammoniumverbindungen
- Benzalkonium
- Benzethoniumchlorid
- Brillantgrün
- Cetyltrimethylammoniumbromid
- Cetylpyridiniumchlorid
- Octenidin-Dihydrochlorid
- Polyhexanid

### Iodhaltige Verbindungen
- Povidon-Iod (PVP-Jod)
- Iodtinktur

### Halogenierte Verbindungen
- Triclosan
- Chlorhexidin
- 2,4-Dichlorbenzylalkohol

### Chinolin-Derivate
- Oxichinolin

### Benzochinonderivate
- Ambazon

### Phenol-Derivate
- Triclosan
- Hexachlorophen

### Quecksilberhaltige Verbindungen
- Merbromin
- Thiomersal

## Bekannte Handelsmarken

### Merfen
Merfen ist der Handelsname für diverse Arzneimittel mit antiseptischen und wundheilenden Eigenschaften des schweizerischen Pharmaunternehmens Novartis. Entwickelt (ca. 1940) und vertrieben wurden die Präparate von der Zyma AG in Nyon, deren Hauptaktionärin 1960 Ciba wurde, die 1970 mit Geigy zur Ciba-Geigy fusionierte; im 1991 wurde Zyma übernommen,  und 1996 fusionierte Ciba-Geigy mit Sandoz zur Novartis, die 1997 den Namen Zyma aufgab. Merfen wurde 2015 vom Markt genommen, 2017 wurden die Namensrechte von Galenica übernommen und im 2020 wurde unter dem Vertriebsnamen Verfora u. a. Vita-Merfen wieder auf den Markt gebracht. Da in der Schweiz die Produkte in fast jeder Hausapotheke vorhanden sind, hat sich der Name Merfen für Wunddesinfektionsmittel durchsetzen können. Der Name wurde beibehalten, auch wenn inzwischen kein namensgebendes Quecksilber (Mercurium) mehr enthalten ist.
Früher waren fast alle Merfen-Arzneimittel – inklusive Lutschtabletten – Monopräparate mit der organischen Quecksilberverbindung Phenylmercuriborat (INN) (lat. Phenylhydrargyri boras) als wirksamem Bestandteil. Gegenwärtig sind alle Produkte frei von Quecksilber-Verbindungen. Sie enthalten vor allem Chlorhexidindigluconat und Benzoxoniumchlorid. Merfen ist als wässrige Lösung, Tinktur, Puder, Wundheilsalbe und Pflaster erhältlich. In der Schweiz sind alle Merfen-Präparate in der Abgabekategorie D und somit in Drogerien und Apotheken rezeptfrei erhältlich. 1954 lizenzierte Zyma ihre Produkte in Österreich an die Firma Gebro Pharma, welche 1955 mit der Markteinführung von Merfen-Präparaten (Merfen-Orange, Merfen-Tinkturen und Hydro-Merfen) startete. Merfen entwickelte sich auch in Österreich zu einer der erfolgreichsten Pharmamarken.

### Mercuchrom
Mercuchrom-Jod Lösung ist der Handelsname für ein Arzneimittel mit antiseptischen Eigenschaften des deutschen Pharmaunternehmens Krewel Meuselbach aus Eitorf.
Die frühere quecksilberhaltige Formulierung (Handelsname Mercurochrom) war eine rote 2%ige wässrige Lösung von Merbromin und bis zum 30. Juni 2003 zugelassen.
In der neuen Formulierung enthält Mercuchrom als Wirkstoff 10 g Povidon-Iod, mit einem Gehalt von 10 % verfügbarem Iod in 100 ml wässriger Lösung. Es gehört zur Stoffgruppe der Iodophoren und kann zur wiederholten, jedoch zeitlich begrenzten, antiseptischen Wundbehandlung wie z. B. bei Decubitus, Ulcus cruris und Verbrennungen leichten Grades angewendet werden. In Deutschland ist das Präparat apothekenpflichtig.

## Geschichte
Der Begriff Antisepsis wurde vom englischen Militärarzt John Pringle Ende des 18. Jahrhunderts geprägt. Damit meinte er die Wirkung von Fäulnis verhindernden Mittel. Inspiriert durch die Arbeiten von Louis Pasteur über den Prozess der Gärung, entwickelte der britische Arzt Joseph Lister 1865 den Karbolsäure-Verband (Karbolsäure veraltet für Phenol). Dieses Antiseptikum hat zu einer Wende in der antiseptischen Wundbehandlung geführt. Mit dem Karbolverband war es erstmals möglich, Wundinfektionen nicht nur zu behandeln, sondern auch wesentlich zur Vermeidung beizutragen. Krankensäle wurden mit Karbol wieder rein, und das war ein wesentlicher Beitrag gegen den Hospitalismus. Der guten antiseptischen Wirkung standen jedoch ziemlich schwere Nebenwirkungen wie lokale Gewebeschäden und Vergiftungserscheinungen durch Resorption gegenüber. Lister selbst verurteilte 1890 auf einem Kongress den Karbolspray und entschuldigte sich öffentlich für seine frühere Empfehlung dieses Mittels. Im Ersten Weltkrieg kamen Sublimat und chlorhaltige Lösungen zum Einsatz, setzten sich aber wegen hoher Gewebetoxizität nicht durch. Dann folgte in den 1920er Jahren die Anwendung von Azofarbstoffen (Rivanol) und in den 1930er Jahren die lokale Behandlung mit Sulfonamiden (Cibazol-Puder). Beide Substanzen wirkten stark hemmend auf die Granulation. Durch die Entwicklung von Penicillin und anderen Antibiotika wurden die Antiseptika eine Zeit lang zurückgedrängt. Durch Resistenzbildung ist man von der Lokaltherapie mit Antibiotika wieder abgekommen, und es kam zu einem Comeback der Antiseptika, das heute noch andauert. Das erste moderne, gut wirksame und nebenwirkungsarme Antiseptikum war das Povidon-Iod (PVP-Iod).